# Fecioara (super-roi de galaxii)

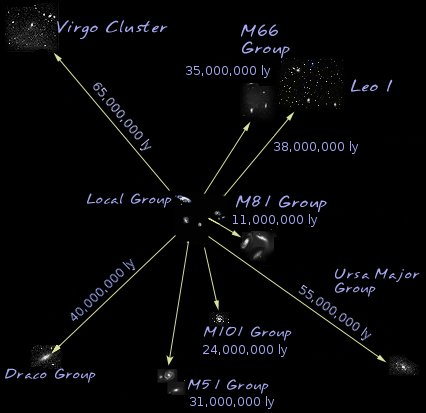
Distanțele de la Grupul Local pentro cele mai importante grupuri si roiuri din Super-roiul de galaxii local

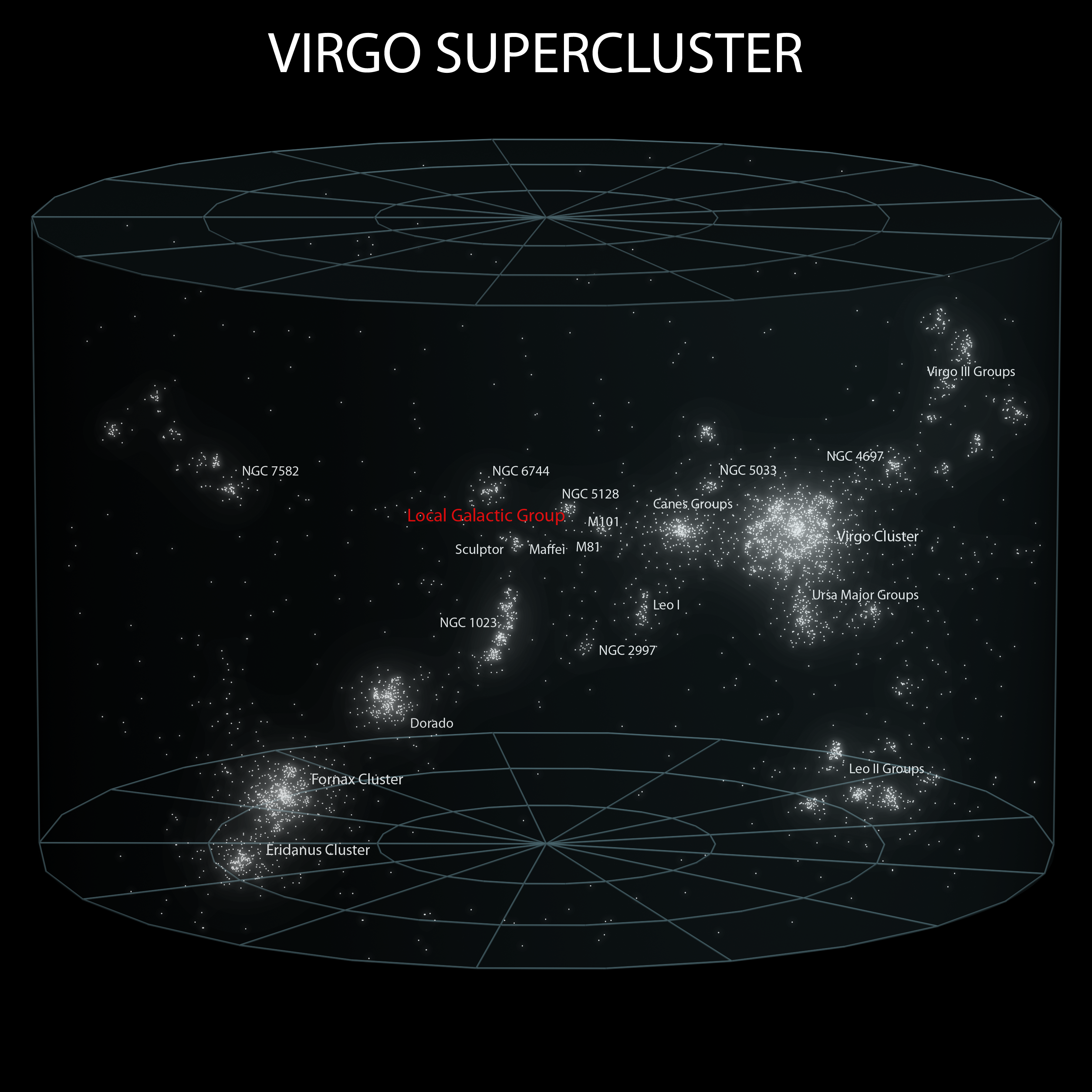

Super-roiul de galaxii din Fecioara sau Super-roiul de galaxii local este un super-roi de galaxii neregulat care conține pe lângă roiul de galaxii din Fecioara și Grupul Local, care la rândul lui conține Calea Lactee și Andromeda (galaxie). Cel puțin 100 de grupuri si roiuri de galaxii se regăsesc intr-un diametru de 33 megaparsecs (110 milioane de ani-lumină). Este unul din milioanele super-roiuri de galaxii aflate în universul observabil.

## Context
Începând cu primul mare exemplu de nebuloasă publicat de William and John Herschel în 1863, era cunoscut faptul că există un exces marcat de câmpuri nebulare în constelația Fecioara (în apropiere de nord polul galactic ). În anii 1950 astronomul franco-american Gérard Henri de Vaucouleurs a fost primul care a susținut ca acest exces reprezintă o galaxie de scara mai mare denumind-o Local Supergalaxy în 1953 și redenumind-o Local Supercluster (LSC) în 1958. (Harlow Shapley, în cartea sa Of Stars and Men din 1959, a sugerat termenul Metagalaxy.) Dezbateri au fost între anii 1960 și 1970 dacă Local Supercluster(LS) era de fapt o structură sau o aliniere întâmplătoare de galaxii.
Problema a fost rezolvată cu analizele de deplasare spre roșu de la sfârșitul anilor 1970 și începutul anilor 1980, care a arătat convingător concentrația de galaxii aplatizate de-a lungul planului supergalactic.